# Guillaume Le Touze
Guillaume Le Touze est un écrivain français né au Havre en 1968.

## Biographie
Après avoir commencé sa vie professionnelle par le métier d'acteur au théâtre et au cinéma, puis exercé comme maquettiste pour l'édition durant sept ans, il est aujourd'hui (en 2022) enseignant spécialisé auprès d’enfants en situation de handicap.
Il est publié dès le début des années 1990, à l'école des loisirs  pour des romans et des pièces de théâtre de littérature jeunesse, et en littérature générale aux éditions de l'Olivier, puis à partir de 1999 aux éditions Actes sud.
Il reçoit en 1994 le Prix Renaudot, « couronnant un homme de vingt-six ans » pour Comme ton père, son deuxième roman de littérature générale, qui pour Le Monde « est une éclatante réussite ».
Pour le journal Le Temps en 1999, dans ses thèmes d'écriture « il tourne toujours autour de la filiation et de l'abandon, tentant de tenir l'émotion à distance par un style minimaliste ».
Selon le site de référence en littérature jeunesse Ricochet : « Guillaume Le Touze est un auteur reconnu et fréquemment cité par la communauté gay pour certains de ses romans ; notamment On m’a oublié. » Ce roman jeunesse On m'a oublié, publié en 1996, figure sur la liste bibliographique « Homoparentalité et littérature jeunesse » du site du CRILJ (Centre de recherche et d'information sur la littérature pour la jeunesse).
La Mort du taxidermiste est publié en 2017. Pour La Croix « Guillaume Le Touze brouille les images et fait vaciller les mythes que le silence d’un père, avant sa mort, avait fait naître dans sa famille », « sous les ciels bleus et durs de la Corse et de l’Algérie coloniale ».
En 2022 est publié Moi en plus beau, roman dans lequel, selon La Croix : « À travers la vie de deux frères, Guillaume Le Touze évoque les combats d’êtres humains confrontés à la violence de l’Histoire et à leur propre emprisonnement dans le langage » ;  « un roman apaisé et apaisant » selon Le Monde, qui le sélectionne pour le Prix littéraire du Monde.

## Œuvres
- 1992 : Comme tu as changé[11] , éditions de l'Olivier ; rééd. Actes sud, collection Babel J, 2009
- 1994 : Comme ton père[4], éditions de l'Olivier - Prix Renaudot
- 1997 : Étonne-moi[12], éditions de l'Olivier
- 1999 : Dis-moi quelque chose[13],[14],[5] Actes Sud
- 2001 : Tu rêves encore[15], Actes Sud
- 2005 : Attraction, Actes Sud
- 2017 : La Mort du taxidermiste[7], Actes Sud
- 2022 : Moi en plus beau[2],[9], Actes Sud

Œuvres pour la jeunesse
- 1991 : J’entends le silence des chaussures de Papa, L'École des Loisirs - collection Mouche
- 1992 : Léopold préfère les fauves, L'École des Loisirs - collection Mouche
- 1992 : On s’écrira, L'École des Loisirs - collection Médium
- 1993 : Ma maîtresse s’appelle Rosemonde, L'École des Loisirs - collection Mouche
- 1994 : Dommage que ce soit un secret, L'École des Loisirs - collection Mouche
- 1995 : Les crocodiles ne pleurent plus, L'École des Loisirs - collection Théâtre
- 1995 : L’important c'est d'y croire, L'École des Loisirs - collection Mouche
- 1996 : À cause de la cheminée, L'École des Loisirs - collection Théâtre
- 1996 : On m’a oublié, L'École des Loisirs - collection Neuf
- 1998 : Seule au monde, Gallimard Jeunesse
- 2006 : Les Nuits de Léo avec Christophe Lécullée, Actes Sud Junior - Poche théâtre
- 2007 : Derrière le rideau de pluie[16] avec Michel Séméniako, éditions Thierry Magnier, collection Photoroman
- 2008 : Les Ogres pupuces avec Julien Rancoule, Actes Sud Junior

Cinéma
- 2008 : Nés en 68, film d'Olivier Ducastel et Jacques Martineau : Guillaume Le Touze collabore au scénario.

## Prix et distinctions
- Prix Renaudot 1994[3] pour Comme ton père
- Sélection Prix littéraire du Monde 2022[10]  pour Moi en plus beau